# Чотирьохстовповий острів
Чотирьохстовпо́вий о́стрів (рос. Четырёхстолбовой остров, якут. Четырёхстолбовой арыыта) — невеликий острів у Східносибірському морі, є частиною Ведмежих островів. Територіально відноситься до Республіки Саха, Росія.
Довжина острова становить 11 км, ширина 4 км. Висота сягає 94 м в центрі. Береги високі, скелясті. Острів має видовжену із заходу на схід неправильну форму. Виділяється 3 півострови. Протокою Східною відокремлюється від островів Леонтьєва та Лисова.
В 1821 році острів відвідав Ф. П. Врангель, який назвав його так через 4 вивітрених кам'яних стовпа. В 1918-1920-х роках тут зупинявся Амундсен. 1933 року тут збудована полярна станція (закрита в 1999), пізніше гідрометеостанція, радіомаяки для літаків та кораблів.
| Росія | Це незавершена стаття з географії Росії. Ви можете допомогти проєкту, виправивши або дописавши її. |